# Bertie megye
Bertie megye az Amerikai Egyesült Államokban, azon belül Észak-Karolina államban található. Megyeszékhelye és legnagyobb városa Windsor. Lakosainak száma 17 934 fő (2020. április 1.). Bertie megye Hertford, Chowan, Washington, Martin, Halifax és Northampton megyékkel határos.

## Népesség
A megye népességének változása:
| Lakosok száma | 21 265 | 20 989 | 20 581 | 20 344 | 20 199 | 17 934 |
|               | 2010   | 2011   | 2012   | 2013   | 2015   | 2020   |